# Берестейська єпархія (РПЦ)

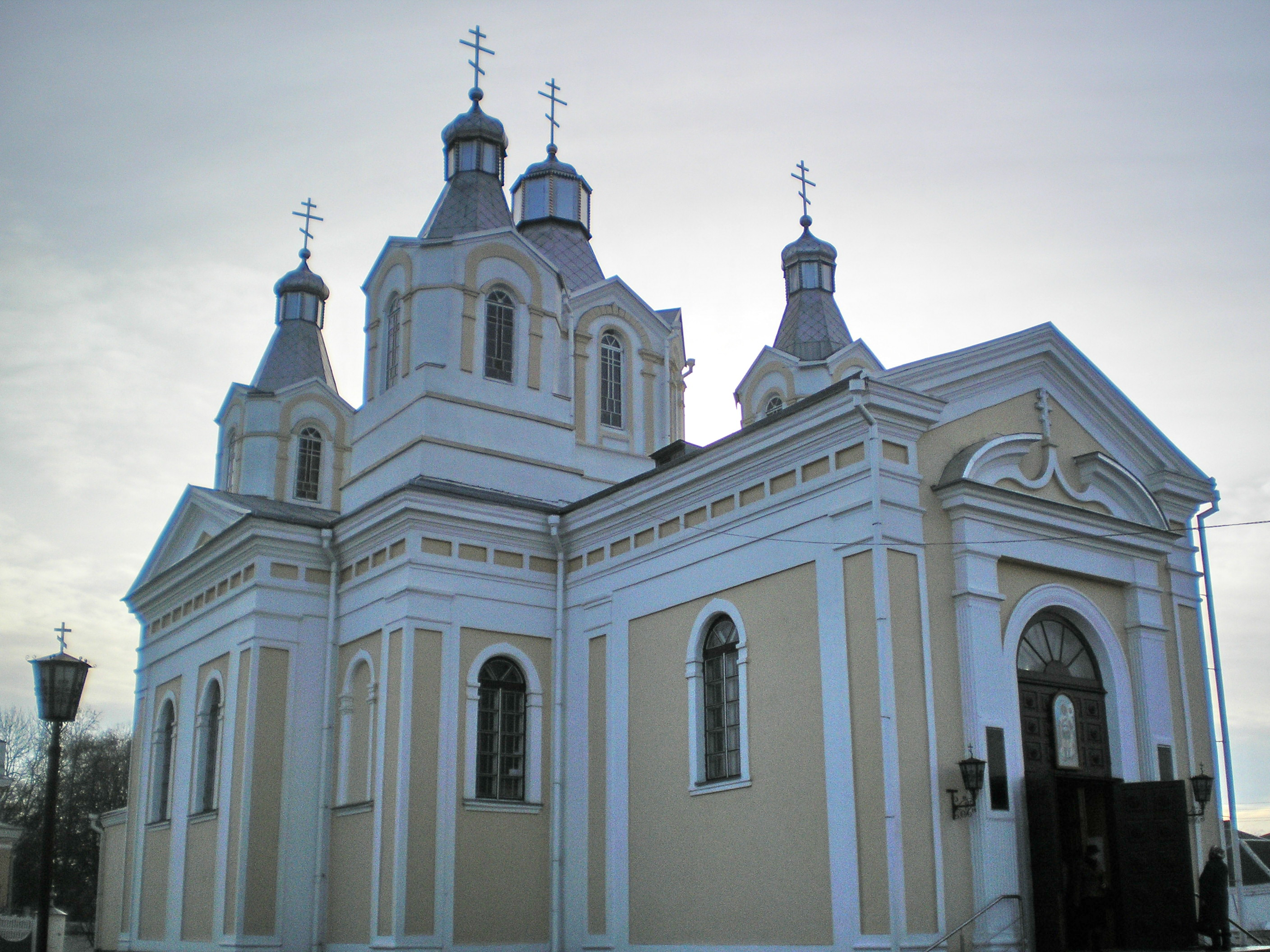
Олександро-Невський собор у Кобрині

Берестейська і Кобринська єпархія (біл. Брэсцкая і Кобрынская епархія) — єпархія Білоруського екзархату РПЦ на території Березівського, Берестейського, Дрогичинського, Жабинківського, Кам'янецького, Кобринського, Малоритського і Пружанського районів Берестейської області.
Кафедральне місто — Берестя, кафедральні собори — Симеона Стовпника (Берестя), Олександро-Невський (Кобринь ). заснована в 1990 році.
Налічує (2005): 167 парафій; 181 священнослужитель (165 священників, 16 дияконів).

## Істория
Берестейська православна єпархія була заснована 6 березня 1839 року. 22 січня 1840 року Берестейська кафедра робиться вікаріатством Віленської єпархії. Берестейські вікарії призначалися до 1900 року, коли з Литовської єпархії була виділена самостійна Гродненська, в землі якої увійшло і Берестя.
Указом Московської патріархії № 161 від 28 березня 1941 року Берестейська область була передана до Гродненської єпархії і засновувалася кафедра єпископа Берестейського, вікарія Гродненської єпархії.
Після зайняття Білорусі радянськими військами в 1944 році була заснована самостійна Берестейська єпархія. У 1948 році Берестейська єпархія була скасована і увійшла до Гродненської, а в 1952 році - до Мінської єпархії.
Єпархія була відроджена 31 січня 1990 роки як самостійна, будучи виділена зі складу Пінської в межах західної частини Берестейської області.

## Єпископи
Берестейська єпархія
- Антоній (Зубко) (6 марта 1839 — 28 января 1840)

Берестейський вікаріат Віленської єпархії
- Михаїл (Голубович) (28 січня 1840 — 1 березня 1848)
- Ігнатій (Железовський)[ru] (20 травня 1848 — 27 червня 1870)
- Євгеній (Шерешило) (9 серпня 1870 — 10 лютого 1875)
- Володимир (Нікольський)[ru] (16 березня 1875 — 16 травня 1877)
- Януарій (Вознесенський)[ru] (5 червня 1877 — 17 лютого 1879)
- Донат (Бабинський-Соколов) (27 травня 1879 — 14 травня 1881)
- Авраамій (Летницький)[ru] (27 червня 1881 — 9 березня 1885)
- Анастасій (Опоцький)[ru] (15 травня 1885 — 17 листопада 1891)
- Йосип (Соколов)[ru] (15 грудня 1891 — 24 травня 1897)
- Яким (Левицький) (24 травня 1897 — 13 січня 1900)

Берестейський вікаріат Гродненської єпархії
- Венедикт (Бобковський)[ru] (30 березня 1941 — квітень 1942)
- Іоанн (Лавриненко)[ru] (30 квітня 1942 — 1944)

Берестейська єпархія
- Паїсій (Образцов) (8 вересня 1944 — 27 лютого 1945)
- Онисифор (Пономарьов)[ru] (27 лютого — жовтня 1945)
- Василь (Ратміров) (1946) в/у, архієпископ Мінський
- Паїсій (Образцов) (3 червня 1948 — 13 грудня 1949) від 18 листопада 1948 року — в/у, єп. Гродненський
- Пітирим (Свиридов) (13 грудня 1949 — 17 березня 1950) в/у, митр. Мінський
- Сергій (Ларін) (17 березня 1950 — 1 лютого 1951) в/у, еп. Гродненський
- Пітирим (Свиридов) (13 січня 1951 — 21 квітня 1959) в/у, митр. Мінський
- Гурій (Єгоров) (21 травня 1959 — 19 вересня 1960) в/у, митр. Мінський
- Леонтій (Бондар) (19 вересня 1960 — 16 березня 1961) в/у, єп. Бобруйський
- Антоній (Кротевич) (16 березня — 5 липня 1961) в/у, митр. Мінський
- Варлаам (Борисевич) (5 липня 1961 — 4 серпня 1963) в/у, митр. Мінський
- Никодим (Ротов) (4 серпня — 9 жовтня 1963) в/у, митр. Мінський
- Сергій (Петров) (9 жовтня 1963 — 25 травня 1965) в/у, митр. Мінський
- Антоній (Мельников)[ru] (25 травня 1965 — 10 жовтня 1978) в/у, митр. Мінський
- Філарет (Вахромєєв) (10 жовтня 1978 — 31 січня 1990) в/у, митр. Мінський
- Костянтин (Хомич)[ru] (19 лютого 1990 — 19 вересня 2000)
- Філарет (Вахромєєв) (19 вересня 2000 — 4 лютого 2001) в/у, митр. Мінський
- Софроній (Ющук) (4 лютого 2001 — 7 жовтня 2002)
- Іоанн (Хома) (ві 7 жовтня 2002)

## Благочинні округи
- Березівська
- Берестейська міська
- Берестейська районна
- Дрогичинська
- Жабинківська
- Кам'янецька
- Кобринська
- Малоритська
- Пружанська

## Монастирі
- Свято-Афанасіївський Берестейський чоловічий монастир
- Берестейський на честь Різдва Пресвятої Богородиці жіночий монастир (Берестя, Берестейська фортеця, Госпітальний острів)
- Хмелевський Спасо-Преображенський монастир